# علی صیاد شیرازی
علی صیاد شیرازی (۲۳ خرداد ۱۳۲۳ – ۲۱ فروردین ۱۳۷۸) سرلشکر ارتش جمهوری اسلامی ایران بود، که در فاصله سال‌های ۱۳۶۰ تا ۱۳۶۵ به‌عنوان نهمین فرمانده نیروی زمینی ارتش فعالیت می‌کرد.
وی فعالیت نظامی را از سال ۱۳۴۳ در نیروی زمینی شاهنشاهی ایران آغاز کرد و پس از شکل‌گیری ارتش جمهوری اسلامی ایران، فعالیت خود را در این سازمان ادامه داد و در غائله کردستان حضور فعال داشت.
صیاد شیرازی در خلال جنگ ایران و عراق از ۱۳۶۰ تا ۱۳۶۵ فرماندهی نیروی زمینی ارتش را برعهده داشت، از ۱۳۶۵ تا ۱۳۶۸ نماینده ولی فقیه در شورای عالی دفاع بود، در فاصله سال‌های ۱۳۶۸ تا ۱۳۷۲ به‌عنوان معاون بازرسی ستاد کل نیروهای مسلح فعالیت می‌کرد و از ۱۳۷۲ تا ۱۳۷۸ جانشین رئیس ستاد کل نیروهای مسلح بود.
صیاد شیرازی در ۲۱ فروردین ۱۳۷۸ در تهران و مقابلِ درِ منزلش، به دست اعضای سازمان مجاهدین خلق ترور شد. پس از کشته‌شدن به وی درجه سپهبدی داده شد.

## زندگی

### تولد
علی صیاد شیرازی در ۲۳ خرداد ۱۳۲۳ در روستای کبودگنبد از توابع مشهد (واقع در شهرستان کلات استان خراسان رضوی فعلی) زاده شد. مادرش شهربانو و پدرش زیادخان نام داشت. پدرش، که از عشایر افشار کرمان بود، به استخدام ژاندارمری درآمد و سپس به ارتش منتقل شد. او به همراه پدر و خانواده، مانند دیگر خانواده‌های نظامیان، از شهری به شهری مهاجرت می‌کرد. شهرهای مشهد، گرگان، شاهرود، آمل، گنبد و سرانجام گرگان محل پرورش وی شدند.
مادر وی، شهربانو شجاع، در ۴ مرداد ۱۳۹۵ درگذشت.

### تحصیلات و ازدواج
علی صیاد شیرازی، در سال ۱۳۴۰ برای ادامه تحصیل به تهران آمد و سال ششم متوسطه را در تهران گذراند و در سال ۱۳۴۲ موفق به اخذ دیپلم گردید. در سال ۱۳۴۳ در کنکور دانشکده افسری شرکت کرد و پذیرفته شد و سرانجام در مهرماه ۱۳۴۶ در رسته توپخانه دانش‌آموخته شد و با درجه ستوان دومی وارد ارتش گردید. پس از طی دوره آموزشی در شیراز و اصفهان به لشکر تبریز و سپس لشکر زرهی کرمانشاه منتقل شد.
او در سال ۱۳۵۰ برای گذراندن دوره آموزش زبان انگلیسی به تهران منتقل شد و پس از پایان کلاس به موجب تسلط بالایی که به دست آورده بود، از استادان زبان انگلیسی ارتش شد. وی زمانی که تصمیم داشت با دختر عموی خود، عفت شجاع، ازدواج کند، با مخالفت ارتش حکومت پهلوی روبرو شد. حکومت پهلوی دلیل مخالفتش را سابقه مبارزاتی پدر عفت شجاع با حکومت مطرح کرد. اما سرانجام در اثر اصرار ستوان شیرازی، ارتش حکومت پهلوی با این ازدواج موافقت کرد.
او در انجمن حجتیه فعالیت می‌کرد و از افراد مهم آن‌ها بود.
وی در سال ۱۳۵۲ برای تکمیل تخصص‌های توپخانه از طرف ارتش به آمریکا اعزام شد تا دوره هواسنجی بالستیک را بگذراند. او این دوره آموزشی را در شهر فورت سیل در ایالت اوکلاهما، در منطقه‌ای نظامی، با موفقیت طی کرد و پس از گذراندن دوره، با تخصصی جدید به ایران مراجعت کرد.
ارتش برای استفاده از دانش نظامی ستوان، او را در سال ۱۳۵۳ به اصفهان (مرکز توپخانه) منتقل کرد.

## مبارزات سیاسی
پیش از انقلاب صیاد در اصفهان با یافتن دوستان جدید مطالعات مذهبی خود را پی گرفت و شخصیت سیاسی خویش را بارز ساخت و در نامه‌ای که برای محمد مهدی کتیبه، یکی از افسران مذهبی، ارسال کرد این جمله را نوشت: «در مورد برنامه‌های مذهبی بحمدالله پیش می‌رویم مخصوصاً در آن قسمت که می‌دانید». این جمله حساسیت ضداطلاعات را برانگیخت و از آن پس وی تحت مراقبت قرار گرفت. آن‌ها پس از تحقیق و مراقبت متوالی، او را «متعصب مذهبی» معرفی کردند و مراقبت از وی را شدت بخشیدند.
صیاد در اواخر حکومت پهلوی به دلیل این که در بین افسران، ضدیت با حکومت وقت می‌کرد و از مخالفان حکومت پهلوی بود، ضداطلاعات از قرار دادن جنگ‌افزار در اختیار وی ممانعت کرد و اعلام نمود که از واگذاری مشاغل حساس به او خودداری شود. سرانجام او در ۱۹ بهمن دستگیر و زندانی شد و در آستانه پیروزی انقلاب، در بهمن ۱۳۵۷ آزاد شد.
پس از وقوع انقلاب، صیاد شیرازی با رحیم صفوی و احمد سالک آشنا می‌شود و با همکاری یکدیگر از پادگان‌های اصفهان حفاظت می‌کنند.

## مسئولیت‌ها

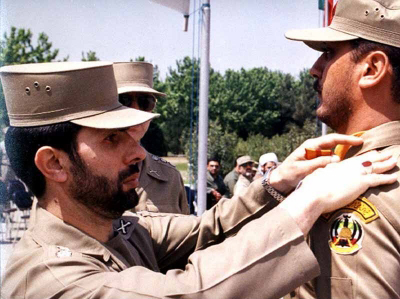
اعطای سردوشی به سربازان

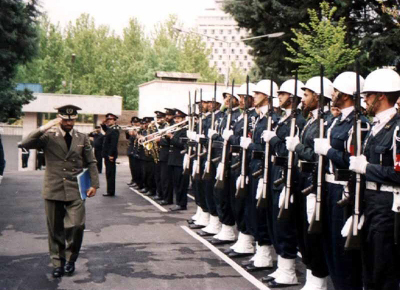
سان دیدن از سربازان

وی پس از پیروزی انقلاب ایران، سال ۱۳۵۸ در کردستان، به فرماندهی عملیات شمال غرب کشور برگزیده شد و در نبردهای کردستان به همراه مصطفی چمران نقش مهمی ایفا نمود.
پس از حوادث کردستان، صیاد با درجه سرگردی به همراه رحیم صفوی به غرب اعزام می‌شود و با همکاری ارتش و سپاه، بر سنندج مسلط می‌شود. این عملیات در کردستان موجب می‌شود تا او با درجه سرهنگی به فرماندهی قرارگاه غرب منصوب شود. ولی مدتی بعد به سبب تمرد، این ۲ درجه از او پس گرفته می‌شود.
سید ابوالحسن بنی‌صدر، رئیس‌جمهور سابق ایران، در این مورد ادعا می‌کند که در سردشت، نیروهای تحت امر صیاد شیرازی تلفات و شکست سختی متحمل شده‌اند. در پاسخ به پرسش بنی‌صدر به‌عنوان فرماندهٔ کل قوا، در مورد تلفات، صیاد شیرازی پاسخ می‌دهد آنان به بهشت می‌روند و برای جبران شکست درخواست استفاده از بمب ناپالم می‌کند که با خشم شدید و مخالفت بنی‌صدر مواجه می‌شود. این اختلافات موجب خلع دو درجه، برکناری و دستور محاکمهٔ نظامی صیاد شیرازی می‌شود.

اما بر اساس ادعای صیاد شیرازی و همچنین نظر سخنگوی وقت ارتش سرتیپ غلامحسین دربندی، این ماجرا با آنچه بنی‌صدر نوشته متفاوت است. صیاد شیرازی دربارهٔ عزل خود گفته است:
به موجب سعایت‌هایی که علیه اینجانب و قرارگاه عملیاتی غرب کشور انجام گرفت، به دستور رئیس‌جمهوری وقت حیطه فرماندهی من به کردستان محدود شد. سپس از مسئولیت خود عزل شدم. در ضمن به درجه قبلی یعنی سرگردی تنزل یافتم. در همین اوان بود که جنگ تحمیلی نیز آغاز گردید.

## بازگشت به ارتش
پس از عزل بنی‌صدر از ریاست جمهوری توسط مجلس در خرداد ۱۳۶۰، محمدعلی رجایی به عنوان رییس جمهوری، صیاد شیرازی را با دریافت دو درجه، به ارتش بازگردانید. و برای پایان دادن به ناهماهنگی ارتش و سپاه، قرارگاه مشترک عملیاتی سپاه و ارتش تحت عنوان قرارگاه حمزه سیدالشهداء را راه‌اندازی کرد.

صیاد شیرازی درخاطره‌ای نقل می‌کند: 
نامه‌ای به من ابلاغ شد تا قرارگاه را به‌هم بزنم و بعنوان مشاور فرمانده لشکر کردستان در امر عملیات نامنظم کار کنم؛ یعنی مسئولیت من از فرماندهی منطقه کرمانشاه و کردستان محدود به کرمانشاه شد. حالا می‌بایست یک دفعه تشکیلات را برهم می‌زدیم در حالی که کار تمام نشده بود، چون کار را غیر معقول می‌دیدم؛ غفلت کردم و نامه‌ای تهیه کردم و در آن جملاتی نوشتم که از نظر نظامی حالت طغیان و سرپیچی و تمرد را داشت. مستندترین مدرکی که بنی صدر به تحریک اطرافیانش همه جا بگوید ببینید این همان است که می‌گفتم؛ صیاد طغیان و تمرد کرده است. بنی صدر نامه را مستقیم برده بود خدمت حضرت امام و گفته بود که صیاد شیرازی تمرد کرده. حضرت امام مرا که نمی‌شناخت ایشان هم همان اعتقادی که به اصول دین داشتند دستور داده بودند؛ با ایشان طبق مقررات رفتار کنید و منظور از مقررات نه تنها برکناری با قاطعیت بلکه گرفتن درجه و حتی دادگاهی کردن بود.

## فرماندهی نیروی زمینی ارتش
پس از درگذشت ولی‌الله فلاحی در ۹ مهر ۱۳۶۰، قاسمعلی ظهیرنژاد (فرماندهٔ وقت نیروی زمینی) به ریاست ستاد مشترک ارتش منصوب شد و صیاد شیرازی (با درجه سرهنگی) به درخواست اکبر هاشمی رفسنجانی، رئیس شورای عالی دفاع و با حکم سید روح‌الله خمینی به عنوان فرمانده نیروی زمینی ارتش منصوب شد.
او در مقام فرمانده نیروی زمینی ارتش با مشارکت سپاه پاسداران انقلاب اسلامی، در عملیات طریق‌القدس، فتح‌المبین، بیت‌المقدس، رمضان، مسلم‌بن‌عقیل، مطلع‌الفجر، محرم، والفجر۱، ۲، ۳، ۴، ۸، ۹، عملیات خیبر و بدر و قادر شرکت نمود و پیروزی‌های بزرگی را برای ایران به ارمغان آورد.

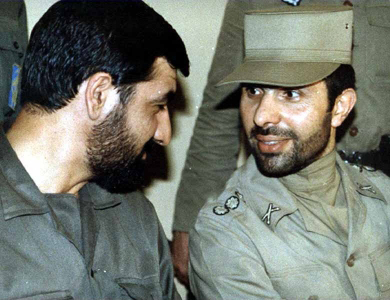
علی صیاد شیرازی و محسن رضایی

در سال ۱۳۶۴ و بعد از عملیات قادر، صیاد شیرازی ناکامی ارتش در این عملیات را ناشی از عدم همکاری سپاه دانست و این موضوع اختلافات پیش آمده بین محسن رضایی به عنوان فرمانده کل سپاه و صیاد شیرازی به عنوان فرمانده نیروی زمینی ارتش تا به آنجا رسید که روح‌الله خمینی در تیر ۱۳۶۵ با آنها در جماران ملاقات کرد و از آنها خواست «وحدت» را دنبال کنند.
اما علی صیاد شیرازی در مرداد سال ۱۳۶۵ از فرماندهی نیروی زمینی استعفا داد و با پیشنهاد سید علی خامنه‌ای و تصویب روح‌الله خمینی به سمت «نمایندگی رهبری در شورای عالی دفاع» منصوب شد. به گفته رئیس اداره دوم ارتش در دهه ۶۰، سرهنگ محمدمهدی کتیبه محسن رضایی باعث کنار گذاشتن صیاد شیرازی از فرماندهی نیروی زمینی ارتش بود. در ۱۸ اردیبهشت ۱۳۶۶، وی به درجه سرتیپی ارتقاء یافت.
صیاد شیرازی (به همراه محسن رضایی و اکبر هاشمی رفسنجانی) به عنوان "اصلی‌ترین رهبران نظامی ایران و کسانی که به وضوح پس از آزادسازی خرمشهر طرفدار ادامه جنگ و کشاندن جنگ به داخل عراق بودند، شناخته می‌شد.

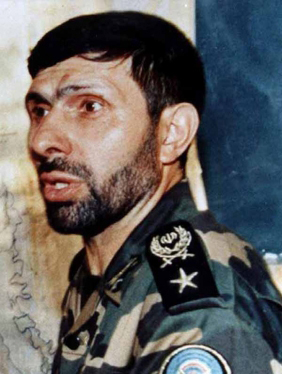
صیاد شیرازی با درجه سرتیپی

صیاد شیرازی در سال ۱۳۶۷ در عملیات مرصاد  و مقابله با هجوم اعضای ارتش آزادی بخش سازمان مجاهدین خلق به ایران از خاک عراق که در پایان جنگ ایران و عراق و پذیرش قطعنامه ۵۹۸ از سوم تا هفتم مرداد ۱۳۶۷ درگرفت، نقشی مهم ایفا کرد. . صیاد شیرازی با طراحی و فرماندهی این عملیات به نیروهای مجاهدین شکست سختی وارد کرد.

## پس از جنگ
در مهر ۱۳۶۸، بنابه درخواست رئیس ستاد کل نیروهای مسلح و با حکم فرمانده کل قوا به سمت معاونت بازرسی ستاد کل نیروهای مسلح و در شهریور ۱۳۷۲ به سمت جانشین رئیس ستاد کل نیروهای مسلح منصوب شد. او پنج روز قبل از ترور در ۱۶ فروردین ۱۳۷۸ هم‌زمان با عید غدیر، از سوی فرمانده کل قوا به درجه سرلشکری ارتقاء پیدا کرد، که این درجه مجدداً پس از کشته شدن وی به سپهبدی ارتقاء یافت.

## ترور

خبر کشته‌شدن صیاد شیرازی در نشریه مجاهد

صیاد شیرازی در بامداد ۲۱ فروردین ۱۳۷۸ به وسیله عوامل مسلح سازمان مجاهدین خلق در پوشش رفتگر، مقابل در منزل مسکونی‌اش واقع در تهران و در برابر دیدگان فرزندش ترور شد. طبق گزارشی از خبرگزاری ایسنا، زهره قائمی، به عنوان مسئول عملیات ترور صیاد شیرازی معرفی شد.
علی صیاد شیرازی طی مراسمی با حضور سید علی خامنه‌ای و مقامات لشکری و کشوری و جمعی از دوستدارانش تشییع و در قطعه ۲۹ بهشت زهرا به خاک سپرده شد.

## پس از ترور

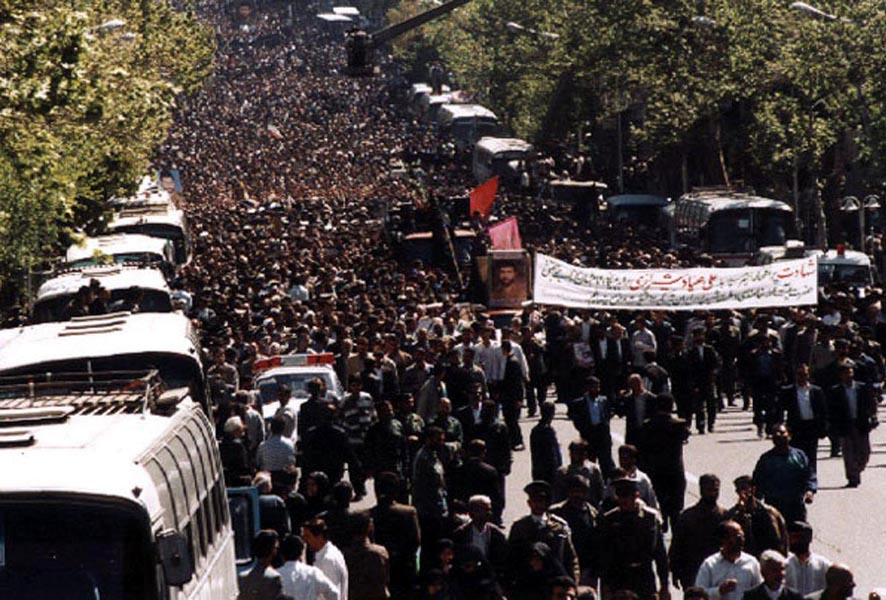
حضور مردم در تشییع پیکر صیاد شیرازی

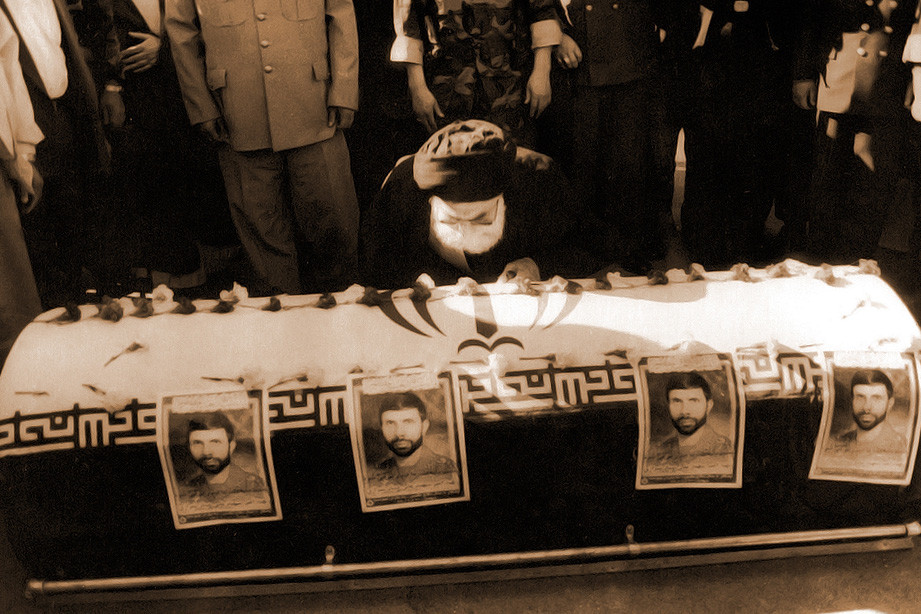
بوسه سید علی خامنه‌ای بر تابوت صیاد شیرازی در مراسم تشییع

یحیی رحیم صفوی فرمانده وقت سپاه پاسداران در حاشیه مراسم یازدهمین سالگرد ترور گفت: عملیات تلافی‌جویانه سپاه پاسداران در همان سال اول ترور، با شلیک بیش از هزار گلوله توپ و موشک به مقرهای مجاهدین خلق در داخل خاک عراق انجام شد. رحیم صفوی تصریح کرد: بدون شک دستور ترور صیاد شیرازی از یک رده بالاتر به مجاهدین خلق داده شد و شخص صدام این دستور را به مجاهدین خلق داد. سرلشکر صفوی افزود: سپاه پاسداران در همان سال اول ترور وی، طی یک طرح عملیاتی از ساعت ۴ تا ۸ صبح تمام مقرهای مجاهدین خلق از پادگان اشرف گرفته تا العماره را با شلیک بیش از هزار موشک و گلوله توپ‌خانه برد بلند، منهدم و تلفات سنگینی را به مجاهدین خلق وارد کرد. به دنبال این عملیات، عراق واکنش شدیدی از خود نشان نداد و تنها به گله مختصری بسنده کرد
احمدرضا پوردستان فرمانده نیروی زمینی ارتش، دلایل و بهانه‌های اصلی ترور صیاد شیرازی توسط مجاهدین خلق را شکست و ضربه‌ای دانست که این گروه در عملیات مرصاد در اثر تدابیر و فرماندهی صیاد شیرازی متحمل شده بودند. وی افزود صیاد شیرازی با شناخت خوبی که از منطقه و نیروها داشت به پایگاه کرمانشاه رفت و با بالگرد ۲۱۴ هوانیروز، عملیات شناسایی از منطقه را انجام داد و در نهایت با ساماندهی و تدابیر ویژه خود با کمک و هدایت نیروها، ضربه مهلکی در عملیات مرصاد به مجاهدین خلق وارد و مجاهدین خلق را مجبور به عقب‌نشینی کرد.
فرض‌الله شاهین‌راد در مورد وی می‌گوید «صیاد توانست خرد نظامی را با احساس مردمی ترکیب کند». شاهین‌راد این کار را خدمت صیاد می‌داند.
پس از درگذشت علی صیاد شیرازی، سید علی خامنه‌ای رهبر جمهوری اسلامی به او درجه سپهبدی اعطا کرد.

## دیدگاه‌ها
- محسن رضایی، فرمانده وقت سپاه در جنگ و دبیر وقت مجمع تشخیص مصلحت، در سالگرد درگذشت او گفت: «من و صیاد در هشت سال دفاع مقدس کنار هم بودیم و شرایط سختی را پشت سر گذاشتیم… وی پس از جنگ با تیر بغض‌آلود منافقین شهید شد».[۳۹].[۴۰]
- از سوی دیگر، سید علی خامنه‌ای، در سخنرانی‌های پس از نبرد او را الگویی مثال‌زدنی می‌پنداشت. در دیداری با ایثارگران در سال ۱۳۸۱، رهبر جمهوری اسلامی به طراحی موفقیت‌آمیز عملیات فتح خرمشهر علی صیاد شیرازی اشاره کرد و گفت هیچ‌کس باور نمی‌کرد ایرانی‌ها بتوانند خرمشهر را بازپس بگیرند.[۴۱]

وی همچنین در نخستین سالگرد درگذشت صیاد شیرازی تأکید کرد: «ما یاد شهید سیدعلی صیاد شیرازی را که از روز اول انقلاب تا لحظه وفاتش در هر میدانی که توانست تلاش کرد، فراموش نخواهیم کرد. ملت فراموش نمی‌کند».

## نامگذاری‌ها
تاکنون چندین خیابان، ساختمان و مجتمع نظامی، یک بزرگراه و یک ایستگاه مترو در تهران و ایستگاه مترو در خط ۱ متروی مشهد با نام او نامگذاری شده‌اند.

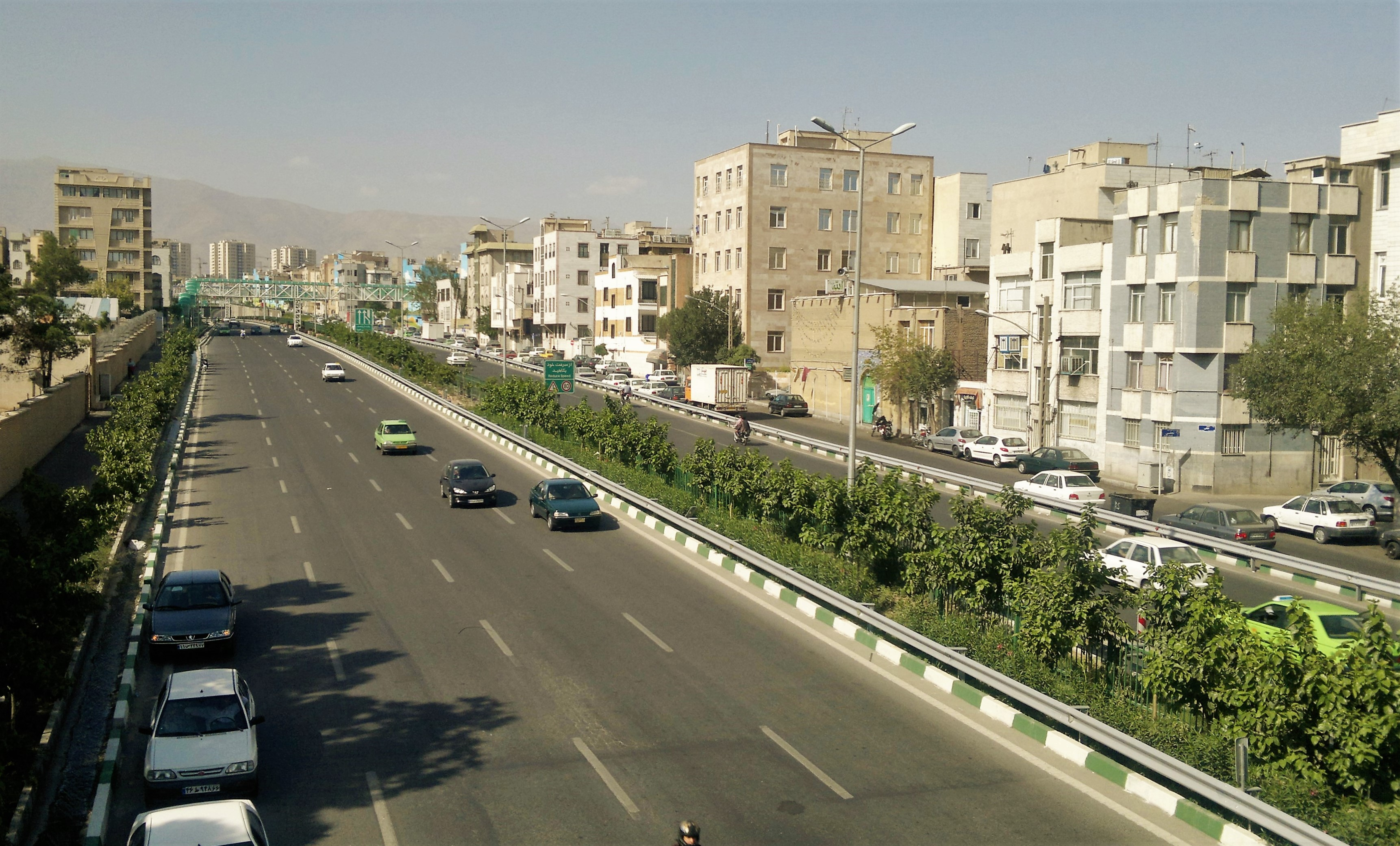
بزرگراه شهید صیاد شیرازی در تهران

## جایزه‌ها و نشان‌های افتخار
این بخش شامل نشان‌ها و جایزه‌های رسمی امیر سرلشکر صیاد شیرازی است که بر روی لباس همسان او نصب می‌شود ولی جایزه‌های غیرنظامی و غیررسمی را دربر نخواهد گرفت.

### آرم‌ها
| آرم‌های سینه     |     |
| چتربازی درجه سه | آجا |

| آرم‌های بازو          |      |
| ستاد کل نیروهای مسلح | رنجر |

### نوار نشان‌ها
|  |  |

### نام نشان‌ها
| نشان درجه یک فتح | نشان درجه یک فتح |